# Степан Книш
Степан Книш (30 липня 1898, Тернопіль — після 1 травня 1944, Саратовська область) — український греко-католицький священник, освітній діяч, жертва радянських репресій. Слуга Божий.

## Життєпис
Степан Книш народився 30 липня 1898 року в м. Тернопіль у міщанській сім'ї Миколи Книша і його дружини Пелагії. Початкову освіту (4 класи) здобув у школі вправ при Тернопільській чоловічій учительській семінарії у 1905–1909 роках і продовжив навчання у Тернопільській українській гімназії, яку після декількох перерв закінчив у 1918 році. Іспит зрілості склав 23 травня 1919 року в Станиславові.
Із постанням Західноукраїнської Народної Республіки вступив у ряди Української галицької армії. Служив спочатку при відділі постачання в Тернополі і Станиславові, а коли УГА перейшла через Збруч опинився на фронті. Був поранений під Старокостянтиновом, а після одужання, у ранзі підхорунжого призначений до стаційної команди в Проскурові, Жмеринці та Роздільній. У травня 1920 року УГА була роззброєна поляками і Степан Книш опинився у військовому таборі для інтернованих у Тухолі, звідки звільнений у березні 1921 року. Восени 1921 року вступив до Львівської духовної семінарії, де навчався впродовж 1921–1925 років.
30 серпня 1926 року в с. Топорів повінчався з дочкою священника Стефанією Скоморовською і 8 травня 1927 року митрополитом Андреєм Шептицьким в соборі Святого Юра у Львові був висвячений у священничий сан. Працював на парафіях Бродівщини в с. Станіславчик (адміністратор 1927–1932) і Висоцьке (адміністратор 1932–1936), а з 1936 року був адміністратором парафії в селі Нивиці із прилученими селами Пустельники і Майдан Старий на Радехівщині. Всюди, де о. Степан Книш був на парафіях, гідно виконував свої душпастирські обов'язки, піклувався про духовність своїх вірних, дбав про розвиток читальні «Просвіти», громадсько-політичної свідомості селян. Постійно робив датки на «Рідну школу», Товариство охорони воєнних могил, Українського крайового товариства опіки дітей та інших національних інституцій.
25 травня 1940 року о. Степан Книш був заарештований НКВС і ув'язнений спочатку в ізоляторі районного відділу НКВС у Лопатині, а потім переведений у тюрму № 2 (на Замарстинові) у Львові. Особливою нарадою при НКВС СРСР 29 березня 1941 року засуджений до 8 років позбавлення волі у виправно-трудових таборах. Покарання відбував у Саратовській області. Останній лист до родини написав 1 травня 1944 року зі шпиталю в селі Богаєвка Ворошиловського району (нині Саратовський район) Саратовської області. Про дату і місце смерті о. Степана Книша нічого не відомо.

### Беатифікаційний процес
Від 2001 року триває беатифікаційний процес прилучення о. Степана Книша до лику блаженних.